# Wesley van Gaalen
Wesley van Gaalen ('s-Hertogenbosch, 1983) is een Nederlands acteur die vooral bekend is door zijn rol als Rikkert Biemans in New Kids.
Van Gaalen begon in 2007 met de opleiding International Business and Management Studies (IBMS) aan de hogeschool Inholland. In 2011 studeerde hij af. In het kader van zijn opleiding studeerde hij ook een jaar in Nice. Ook werkte hij een half jaar in Spanje voor het detacheringsbedrijf USG People.
Hij was in 2010 kandidaat in een aflevering van Hints en in 2012 bij Doe Maar Normaal.

## Filmografie
| Jaar      | Titel              | Rol             |
| --------- | ------------------ | --------------- |
| 2001      | De Pulpshow        | Diverse Rollen  |
| 2007-2011 | New Kids           | Rikkert Biemans |
| 2010      | New Kids Turbo     | Rikkert Biemans |
| 2011      | New Kids Nitro     | Rikkert Biemans |
| 2009      | Circus             | Bully           |
| 2015      | Apenstreken        | Stadsagent      |
| 2016      | Familieweekend     | Stampertje      |
| 2019      | Baantjer het Begin | Joshua          |

- Gemeinsame Normdatei: 1043194126
- International Standard Name Identifier: 0000 0004 1996 757X
- Virtual International Authority File: 305323617
- WorldCat: E39PBJjCQgbCrGkqX7CtWcJv73